# Championnat de Singapour de football 2025-2026
Navigation
Singapore Premier League 2024-2025 Singapore Premier League 2026-2027
La saison 2025-2026 de Singapore Premier League aussi connu sous le nom de « AIA Singapore Premier League » pour des raisons de sponsoring, est la 93e édition du Championnat de Singapour de football. 
Le Lion City Sailors FC est le tenant du titre après avoir remporté pour la 4e fois la compétition. 
Lors de cette saison, la franchise « étrangère » Albirex Niigata SFC est converti en club singapourien officiel,.

## Réglement
La Singapore Premier League est composé de huit clubs qui s'affrontent tous lors de trois confrontations tiré au sort en début de saison. Le champion est l'équipe qui obtient le plus grand nombre de points après les 21 journées de championnat. À la fin de la compétition, le champion et le vainqueur de la Coupe de Singapour de football 2025-2026 se qualifient pour la Ligue des champions 2 2026-2027. Les Young Lions ne peuvent pas s'aligner en compétition asiatique pour représenter Singapour. Il n'y a pas de relégation puisque les clubs inscrits sont des franchises, à l'image de ce qui se fait dans les championnats australien ou nord-américain.
Le classement est calculé avec le barème de points suivant : une victoire vaut trois points, le match nul un. La défaite ne rapporte aucun point.
À égalité de points, les critères de départage sont les suivants :
1. Plus grande différence de buts générale ;
2. Plus grand nombre de buts marqués ;
3. Plus grand nombre de victoire.

## Participants
L'édition 2024-2025 est la 1re édition à huit équipes.
| Club                     | Classement 2024-2025 | Stade               | Capacité |
| ------------------------ | -------------------- | ------------------- | -------- |
| Lion City Sailors FC     | 1er                  | Bishan Stadium      | 6 254    |
| Tampines Rovers FC       | 2e                   | Our Tampines Hub    | 5 100    |
| Geylang International FC | 3e                   | Our Tampines Hub    | 5 100    |
| Balestier Khalsa FC      | 4e                   | Bishan Stadium      | 6 254    |
| Albirex Niigata SFC      | 6e                   | Jurong East Stadium | 2 700    |
| Hougang United FC        | 7e                   | Jalan Besar Stadium | 6 000    |
| Young Lions              | 8e                   | Jalan Besar Stadium | 6 000    |
| Tanjong Pagar United     | 9e                   | Jurong East Stadium | 2 700    |

Légende des couleurs
- Phase de groupe de la Ligue des champions 2 2025-2026

## Compétition

### Classement
| Rang | Équipe                   | Pts | J | G | N | P | Bp | Bc | Diff |
| ---- | ------------------------ | --- | - | - | - | - | -- | -- | ---- |
| 1    | Albirex Niigata SFC T    | 0   | 0 | 0 | 0 | 0 | 0  | 0  | 0    |
| 2    | Balestier Khalsa FC      | 0   | 0 | 0 | 0 | 0 | 0  | 0  | 0    |
| 3    | Tampines Rovers FC       | 0   | 0 | 0 | 0 | 0 | 0  | 0  | 0    |
| 4    | Geylang International FC | 0   | 0 | 0 | 0 | 0 | 0  | 0  | 0    |
| 5    | Hougang United FC        | 0   | 0 | 0 | 0 | 0 | 0  | 0  | 0    |
| 6    | Lion City Sailors FC     | 0   | 0 | 0 | 0 | 0 | 0  | 0  | 0    |
| 7    | Tanjong Pagar United     | 0   | 0 | 0 | 0 | 0 | 0  | 0  | 0    |
| 8    | Young Lions              | 0   | 0 | 0 | 0 | 0 | 0  | 0  | 0    |

| Légende : Qualifications et relégations | Légende : Qualifications et relégations                              |
| --------------------------------------- | -------------------------------------------------------------------- |
|                                         | Phase de groupe de la Ligue des champions 2 2026-2027                |
|                                         | Tour préliminaire de la Ligue des champions 2 2026-2027              |
|                                         | T : Tenant du titre C : Vainqueur de la Coupe de Singapour 2025-2026 |

### Résultats
| Résultats (▼dom., ►ext.)                                   | AN | BK | TR | GI | HU | LCS | TPU | YL | AN | BK | TR | GI | HU | LCS | TPU | YL |
| Albirex Niigata SFC                                        |    | -  | -  | -  | -  | -   | -   | -  |    |    |    |    |    |     |     |    |
| Balestier Khalsa FC                                        | -  |    | -  | -  | -  | -   | -   | -  |    |    |    |    |    |     |     |    |
| Tampines Rovers FC                                         | -  | -  |    | -  | -  | -   | -   | -  |    |    |    |    |    |     |     |    |
| Geylang International FC                                   | -  | -  | -  |    | -  | -   | -   | -  |    |    |    |    |    |     |     |    |
| Hougang United FC                                          | -  | -  | -  | -  |    | -   | -   | -  |    |    |    |    |    |     |     |    |
| Lion City Sailors FC                                       | -  | -  | -  | -  | -  |     | -   | -  |    |    |    |    |    |     |     |    |
| Tanjong Pagar United                                       | -  | -  | -  | -  | -  | -   |     | -  |    |    |    |    |    |     |     |    |
| Young Lions                                                | -  | -  | -  | -  | -  | -   | -   |    |    |    |    |    |    |     |     |    |
| - Victoire à domicile - Match nul - Victoire à l'extérieur |    |    |    |    |    |     |     |    |    |    |    |    |    |     |     |    |

## Bilan de la saison
| Championnat de Singapour de football 2025-2026 |   |
| Champion                                       |   |
| Coupes et trophées                             |   |
| Vainqueur de la Coupe de Singapour 2025-2026   | 0 |
| Qualifications continentales                   |   |
| Ligue des champions 2                          |   |